# Sheffield Wednesday Football Club
O Sheffield Wednesday Football Club é um clube de futebol da Inglaterra, da cidade de Sheffield em Yorkshire. Foi fundado em 4 de setembro de 1867, uma quarta-feira (wednesday em inglês), daí parte de seu nome, e joga na EFL Championship (segunda divisão inglesa), tendo quatro conquistas do Campeonato Inglês da primeira divisão como os seus títulos de maior destaque.

## Estádio
O Estádio Hillsborough, foi fundado em 1899, com capacidade para 39.814 pessoas. Este estádio se chamava anteriormente Owlerton Stadium. Em 1914 se trocou o nome para o atual.

## Títulos
| NACIONAIS | NACIONAIS                      | NACIONAIS | NACIONAIS                                    |
|           | Competição                     | Títulos   | Temporadas                                   |
| --------- | ------------------------------ | --------- | -------------------------------------------- |
|           | Campeonato Inglês              | 4         | 1902-03, 1903-04, 1928-29 e 1929-30          |
|           | Copa da Inglaterra             | 3         | 1895-96, 1906-07 e 1934-35                   |
|           | Copa da Liga Inglesa           | 1         | 1990-91                                      |
|           | Supercopa da Inglaterra        | 1         | 1935                                         |
|           | Campeonato Inglês - 2ª Divisão | 5         | 1899-00, 1925-26, 1951-52, 1955-56 e 1958-59 |